# Linia kolejowa Mockrehna – Schildau
Linia kolejowa Mockrehna – Schildau – nieczynna, lokalna, niezelektryfikowana linia kolejowa biegnąca przez teren kraju związkowego Saksonia, w Niemczech. Łączyła ona stację Mockrehna na linii Halle – Cottbus z Schildau.